# Hatsutarō Horiuchi
Hatsutarō Horiuchi (堀内 初太郎, Horiuchi Hatsutarō, 1909-1986) est un photographe japonais.
Il est lauréat de  l'édition 1981 du prix de la Société de photographie du Japon dans la catégorie « Contributions remarquables ».